# Peter Winter
Peter Winter, také Peter von Winter, (pokřtěn 28. srpna 1754 Mannheim – 17. října 1825 Mnichov) byl německý hudební skladatel.

## Život
Narodil se v Mannheimu. Jako zázračné dítě hrál na housle v mannheimském dvorním orchestru. Studoval ve Vídni u Antonia Salieriho. V roce 1778 se stal ředitelem dvorního divadla v Mnichově, kde se započala jeho dráha skladatele jevištních děl. Nejprve komponoval balety a melodramata. Zkomponoval více než 30 vesměs úspěšných oper. Mezi nimi byla i díla lehčích žánrů jako operety a singspiely. V roce 1798 se stal v Mnichově dvorním kapelníkem a tento titul si udržel až do smrti.
Z jeho oper byla nejznámější opera Das unterbrochene Opferfest, která byla uvedena ve Vídni v roce 1796. V letech 1797–1798 zkomponoval dvě opery (Die Pyramiden von Babylon a Das Labyrinth oder Der Kampf mit den Elementen) na texty Emanuela Schikanedera jako pokračování Mozartovy Kouzelné flétny.
Do Mnichova se vrátil v roce 1798. O pět let později navštívil Londýn, kde uvedl několik svých oper s velkým úspěchem. Posledním dramatickým dílem Winterovým byla opera Der Sänger und der Schneider z roku 1819. Zemřel v Mnichově 17. října 1825.
Winter často pobýval i v Praze a jeho opery zde byly velmi oblíbeny. Vedle oper I fratelli rivali (1794), Belisa (1795), Il sacrifizio interrotto (1796), Amore e Psyche (1797) zde měla v roce 1795 světovou premiéru jeho opera Il trionfo del bel sesso.
Kromě oper Peter Winter komponoval koncerty pro dechové nástroje a orchestr a duchovní hudbu. Zkomponoval mimo jiné 26 mší.

## Dílo

### Opery
- Helene und Paris (Karl Josef Förg, 1782 Mnichov, Salvatortheater)
- Das Hirtenmädchen (Heinrich Braun, 1784 Mnichov, Salvatortheater)
- Scherz, List und Rache (Johann Wolfgang von Goethe, 1874 Vídeň)
- Der Bettelstudent oder Das Donnerwetter (hráno také jako Auch Der reisende Student, libreto Paul Weidmann, opereta, 1785 Vídeň, Theater in der Josefstadt; ve stejném roce uvedena i v Praze)
- Bellerophon (Johann Friedrich Binder von Krieglstein, 1785 Vídeň)
- Circe (Domenico Perelli, komponováno pro Mnichov, Hoftheater 1788, s ohledem na zákaz italských oper neprovedeno)
- Psyche (Carl Friedrich Mühler, 1790 Mnichov, Salvatortheater)
- Jery und Bäteli (Goethe, 1790 Zámek Seefeld)
- Das Lindenfest oder Das Fest der Freundschaft, opereta (1790 Mnichov, patrně neprovedena)
- Catone in Utica (Pietro Metastasio, 1791 Benátky, Teatro San Benedetto)
- Antigona (Marco Coltellini, 1791 Neapol, Teatro San Carlo)
- Il Sacrificio di Creta ossia Arianna e Teseo (Pietro Pariati, 1792 Benátky, Teatro San Benedetto)
- I Fratelli rivali (Mattia Botturini, 1793 Benátky, Teatro San Benedetto)
- Belisa ossia La fedeltà riconosciuta (Alessandro Pepoli, 1794 Benátky, Teatro San Benedetto; jako Elise, Gräfin von Hartburg, 1798 Vídeň, Theater auf der Wieden)
- Die Thomasnacht, 1795 Bayreuth)
- Ogus ossia Il trionfo del bel sesso ossia Il tartaro convinto in amore (Giovanni Bertati, 1795 Praha, Stavovské divadlo)
- I due vedovi (Giovanni de Gamerra, 1796 Vídeň, Burgtheater)
- Das unterbrochene Opferfest (1796 Vídeň, Kärntnerthortheater)
- Das Labyrinth oder Der Kampf mit den Elementen (Emanuel Schikaneder, 1797 Vídeň, Kärntnerthortheater)
- Babylons Pyramiden (Emanuel Schikaneder, 1797 Vídeň, Freihaustheater auf der Wieden)
- Der Sturm (Franz Xaver Kaspar podle Shakespeara, 1798 Mnichov, Salatortheater)
- Marie von Montalban (Karl Reger, 1800 Mnichov, Hoftheater)
- Tamerlan (Etienne Morel de Chédeville podle Voltaire: L'Orphelin de la Chine, 1802 Paříž, Opéra-Comique)
- La grotta di Calipso (Lorenzo Da Ponte, 1803 Londýn, King's Theatre Haymarket; německy jako Calypso, 1807 Mnichov, Hoftheater)
- Il trionfo dell'amor fraterno (Lorenzo Da Ponte, 1804 Londýn, King's Theatre Haymarket)
- Il ratto di Proserpina (Lorenzo Da Ponte, 1804 Londýn, King's Theatre Haymarket)
- Zaira (Lorenzo Da Ponte podle Voltaira, 1805 Londýn, King's Theatre Haymarket)
- Der Frauenbund (Franz Marius von Babo, 1805 Mnichov, Hoftheater)
- Colmal (Mathäus von Collin podle Ossiana, 1809 Mnichov, Hoftheater)
- Die Pantoffeln (Johann Friedrich Schink, 1811 Hamburk)
- L'addio ed il ritorno trionfante d'Ettore pasticio, 1815 Mnichov)
- Maometto II (Felice Romani podle Voltaira, 1817 Milán, La Scala)
- I due Valdomiri (Felice Romani, 1817 Milán, La Scala)
- Etelinda (Gaetano Rossi, 1818 Milán, La Scala)
- Heimeran (Andreas Erhardt, Trauerspiel mit Musik, 1818 Mnichov)
- Der Sänger und der Schneider (Friedrich von Drieberg, 1819 Ženeva)

### Melodramy
- Lenardo und Blandine (J.-F. von Götz podle Gottfrieda Augusta Bürgera, 1779 Mnichov, Salvatortheater)
- Cora und Alonzo (Franz Marius von Babo, 1780 Mnichov, Salvatortheater)
- Reinold und Armida (Franz Marius von Babo podle Torquato Tasso: Osvobozený Jeruzalém, 1780 Mnichov, Salvatortheater)
- Medea und Jason (Anton Clemens von Törring-Seefeld, 1781 Vídeň, Burgtheater)